# WDHD1
WDHD1‏ (WD repeat and HMG-box DNA binding protein 1) هوَ بروتين يُشَفر بواسطة جين WDHD1 في الإنسان.